# Flusso di reddito
Per spiegare il concetto di flussi di reddito bisogna partire dal prodotto interno lordo (comunemente detto PIL). La distribuzione primaria del reddito è la fase del circuito economico in cui i produttori distribuiscono  e si appropriano dei risultati economico-finanziari dell'attività produttiva  incorporati nel valore aggiunto".
In questa fase i redditi da lavoro dipendente, le imposte sulla  produzione e sulle importazioni e aggregati ottenuti come saldi contabili che riflettono redditi da capitale e d'impresa vengono chiamati appunto  "flussi di reddito".